# جو مارتن (لاعب كرة قاعدة أمريكي)
جو مارتن (بالإنجليزية: Joe Martin)‏ هو لاعب كرة قاعدة أمريكي، ولد في 1876 في Hollidaysburg, Pennsylvania ‏ في الولايات المتحدة، وتوفي في 25 مايو 1964 في ألتونا في الولايات المتحدة.

## وصلات خارجية
- جو مارتن على موقعبيزبول رفرنس.كوم (الدوري الرئيسي) (الإنجليزية)
- جو مارتن على موقعبيزبول رفرنس.كوم (الدوري الثانوي) (الإنجليزية)